# Campeonato Rondoniense 2022
El Campeonato Rondoniense de Fútbol 2022 fue la 77.ª edición de la primera división de fútbol del estado de Rondonia. El torneo fue organizado por la Federação de Futebol do Estado de Rondônia (FFER). El torneo comenzó el 20 de febrero y finalizó el 15 de mayo.
Real Ariquemes se consagró campeón estatal por tercera vez tras vencer en el marcador global de la final 2-1 al União Cacoalense.

## Sistema de juego

### Primera fase
Los 6 equipos se enfrentan en modalidad de todos contra todos a una sola rueda. Culminadas las cinco fechas, el equipo en primer lugar clasificará a la final estadual, mientras que a la segunda fase clasificarán el primer lugar junto a los equipos que se ubiquen del segundo al cuarto puesto. No habrá descensos.

### Segunda fase
- Semifinales: Los enfrentamientos se emparejan con respecto al puntaje de la primera fase, de la siguiente forma:
  - 1.º vs. 4.º
  - 2.º vs. 3.º

- Nota 1: El equipo con menor puntaje en la primera fase comienza la llave como local.

- Final: Los dos ganadores de las semifinales disputan la final.

- Nota 2: El equipo con menor puntaje hasta esta fecha, es local en el partido de ida.

- Nota: En caso de empate en puntos y diferencia de goles en cualquier llave, se definirá en tanda de penales.

### Final estadual
Se enfrentan los ganadores de la primera y segunda fase en partidos de ida y vuelta. Si tras terminar los 2 partidos están igualados en puntos y en diferencia de goles, se disputará una tanda de penales. No se considerará los goles de visita.
- En caso un equipo gane tanto la primera como la segunda fase, será proclamado campeón automáticamente.

### Clasificaciones
- Copa de Brasil 2023: Clasifica únicamente el campeón del campeonato.
- Copa Verde 2023: Clasifica únicamente el campeón del campeonato.
- Serie D 2023: Clasifican los dos mejores equipos de la tabla acumulada que no disputen la Serie A, Serie B o Serie C en la temporada 2022 o la Serie C en 2023.

## Equipos participantes

### Ascensos y descensos
Ji-Paraná y Genus, al ocupar las dos últimas posiciones del Rondoniense 2021 descendieron a la Segunda División 2021 (que se disputó meses después de culminar el Rondoniense 2021), teniendo así la posibilidad de retornar a la máxima categoría estatal a pesar de haber descendido el año anterior. El torneo de segunda categoría se disputaría en noviembre del 2021, en el cual se tenía previsto que cinco clubes la disputen (entre ellos Ji-Paraná y Genus), aunque tan solo dos clubes disputaron finalmente el torneo (Pimentense y Genus). Estos dos clubes disputaron una final a un solo partido, teniendo como vencedor a Pimentense. Ante este hecho insólito, la FFER decidió que Pimentense y Genus disputen el Rondoniense 2022.
Por otra parte, Guaporé y Barcelona de Rondônia decidieron no tomar parte del Rondoniense 2022, a pesar de que tenían derecho de participar en esta edición. Tras esta decisión, ambos clubes descendieron a la Segunda División 2022, según palabras del presidente de la FFER, Heitor Costa, quien declaró que los clubes que quieran tomar parte del Rondoniense 2023, deberán disputar la Segunda División 2022 (entre ellos Guaporé y Barcelona).
| Pos. | Descendidos a la Segunda División 2021 |
| ---- | -------------------------------------- |
| 7.º  | Ji-Paraná                              |
| 8.º  | Genus                                  |

| Pos. | Ascendidos de la Segunda División 2021 |
| ---- | -------------------------------------- |
| 1°   | Pimentense                             |
| 2°   | Genus                                  |

| Pos. | Descendidos a la Segunda División 2022 |
| ---- | -------------------------------------- |
| 4.º  | Guaporé                                |
| 5.º  | Barcelona de Rondônia                  |

### Información de los equipos
| Equipo           | Ciudad        | Estadio        | Capacidad | Posición 2021            | Títulos (último) |
| ---------------- | ------------- | -------------- | --------- | ------------------------ | ---------------- |
| Genus            | Porto Velho   | Aluizão        | 5000      | 8.º / 2.º (2.ª división) | 1 (2015)         |
| Pimentense       | Pimenta Bueno | Cassolão       | 4000      | 1.º (2.ª división)       | 0                |
| Porto Velho      | Porto Velho   | Aluizão        | 5000      | Campeón                  | 2 (2021)         |
| Real Ariquemes   | Ariquemes     | Valerião       | 2500      | 2.º                      | 2 (2018)         |
| Rondoniense      | Porto Velho   | Aluizão        | 5000      | 6.º                      | 1 (2016)         |
| União Cacoalense | Cacoal        | Aglair Tonelli | 4000      | 3.º                      | 2 (2004)         |

| Decrecimiento | Equipo descendió al Campeonato Rondoniense de Segunda División 2021. |

| Crecimiento | Equipos provenientes del Campeonato Rondoniense de Segunda División 2021. |

## Primera fase

### Tabla de posiciones
| Pos. | Equipo           | Pts. | PJ | G | E | P | GF | GC | Dif. | Clasificación         |
| ---- | ---------------- | ---- | -- | - | - | - | -- | -- | ---- | --------------------- |
| 1    | Real Ariquemes   | 13   | 5  | 4 | 1 | 0 | 10 | 4  | +6   | Final y Segunda fase. |
| 2    | União Cacoalense | 8    | 5  | 2 | 2 | 1 | 9  | 6  | +3   | Segunda fase.         |
| 3    | Genus            | 8    | 5  | 2 | 2 | 1 | 8  | 5  | +3   | Segunda fase.         |
| 4    | Porto Velho      | 3    | 4  | 1 | 3 | 0 | 10 | 5  | +5   | Segunda fase.         |
| 5    | Rondoniense      | 3    | 4  | 1 | 0 | 3 | 6  | 10 | −4   |                       |
| 6    | Pimentense       | 0    | 5  | 0 | 0 | 5 | 5  | 18 | −13  |                       |

 Fuente: FFER
Criterios de clasificación: 1) Puntos; 2) Partidos ganados; 3) Diferencia de gol; 4) Goles anotados; 5) Enfrentamiento directo entre los equipos en cuestión; 6) Menor cantidad de tarjetas rojas; 7) Menor cantidad de tarjetas amarillas; 8) Sorteo.
Notas:
1. ↑  Porto Velho perdió 3 puntos por alinear a un jugador que se encontraba suspendido, además de dar como anulado el encuentro ante Rondoniense, el cual quedó 4-2 a favor de Porto Velho, con lo cual perdió 6 puntos en total.[5]

### Resultados
| Local \ Visitante | GEN | PIM | PVE | RAR | RON | UCA |
| ----------------- | --- | --- | --- | --- | --- | --- |
| Genus             | —   | —   | —   | —   | 3–1 | 1–1 |
| Pimentense        | 0–2 | —   | —   | 1–3 | —   | 1–4 |
| Porto Velho       | 1–1 | 7–2 | —   | —   | —   | —   |
| Real Ariquemes    | 2–1 | —   | 1–1 | —   | 3–1 | —   |
| Rondoniense       | —   | 2–1 | Anu | —   | —   | —   |
| União Cacoalense  | —   | —   | 1–1 | 0–1 | 3–2 | —   |

Notas:
1. ↑  Rondoniense perdió en un principio 2-4 ante Porto Velho, posteriormente el resultado se anuló, debido a la alineación irregular de un jugador de Porto Velho.

## Segunda fase

#### Cuadro de desarrollo
|  | Semifinales      | Semifinales        | Semifinales      | Semifinales      | Semifinales      |   |   | Final            | Final            | Final            | Final            | Final            |  |
|  | 9 al 16 de abril | 9 al 16 de abril   | 9 al 16 de abril | 9 al 16 de abril | 9 al 16 de abril |   |   | 24 y 30 de abril | 24 y 30 de abril | 24 y 30 de abril | 24 y 30 de abril | 24 y 30 de abril |  |
|  |                  |                    |                  |                  |                  |   |   |                  |                  |                  |                  |                  |  |
|  |                  |                    |                  |                  |                  |   |   |                  |                  |                  |                  |                  |  |
|  | 2                | União Cacoalense   | 0                | 2                | 2                |   |   |                  |                  |                  |                  |                  |  |
|  | 2                | União Cacoalense   | 0                | 2                | 2                |   |   |                  |                  |                  |                  |                  |  |
|  | 3                | Genus              | 0                | 0                | 0                |   |   |                  |                  |                  |                  |                  |  |
|  | 3                | Genus              | 0                | 0                | 0                |   | 2 | União Cacoalense | 0                | 1                | 1                |                  |  |
|  |                  |                    |                  |                  |                  |   | 2 | União Cacoalense | 0                | 1                | 1                |                  |  |
|  |                  |                    | 1                | Real Ariquemes   | 0                | 0 | 0 |                  |                  |                  |                  |                  |  |
|  | 1                | Real Ariquemes (p) | 1                | Real Ariquemes   | 0                | 0 | 0 | 1                | 2                | 3 (3)            |                  |                  |  |
|  | 1                | Real Ariquemes (p) |                  |                  |                  |   |   | 1                | 2                | 3 (3)            |                  |                  |  |
|  | 4                | Porto Velho        | 2                | 1                | 3 (0)            |   |   |                  |                  |                  |                  |                  |  |
|  | 4                | Porto Velho        | 2                | 1                | 3 (0)            |   |   |                  |                  |                  |                  |                  |  |
|  |                  |                    |                  |                  |                  |   |   |                  |                  |                  |                  |                  |  |

Nota: El equipo que ocupa la primera línea es el que define la serie como local.

## Final
| 7 de mayo, 19:00 (UTC-4) | União Cacoalense | 0:1 (0:0) | Real Ariquemes   | Estadio Aglair Tonelli, Cacoal                                   |                                                                  |
|                          |                  | Reporte   | Edson Amorim 68' | Asistencia: 1 756 espectadores Árbitro(s): Jonathan Antero Silva | Asistencia: 1 756 espectadores Árbitro(s): Jonathan Antero Silva |

| 15 de mayo, 15:30 (UTC-4) | Real Ariquemes  | 1:1 (0:0) | União Cacoalense | Estadio Gentil Valério, Ariquemes                                           |                                                                             |
|                           | Léo Mineiro 53' | Reporte   | Fabrício 61'     | Asistencia: 1 480 espectadores Árbitro(s): Angleison Marcos Vieira Monteiro | Asistencia: 1 480 espectadores Árbitro(s): Angleison Marcos Vieira Monteiro |

| Bandera del estado de Rondonia |
| Campeón                        |
| Real Ariquemes 3.er título     |

## Clasificación final
| Pos. | Equipo             | Pts. | PJ | G | E | P | GF | GC | Dif. | Clasificación                                        |
| ---- | ------------------ | ---- | -- | - | - | - | -- | -- | ---- | ---------------------------------------------------- |
| 1.°  | Real Ariquemes (C) | 21   | 11 | 6 | 3 | 2 | 15 | 9  | +6   | Copa de Brasil 2023, Copa Verde 2023 y Serie D 2023. |
| 2.°  | União Cacoalense   | 17   | 11 | 4 | 5 | 2 | 13 | 8  | +5   |                                                      |
| 3.°  | Genus              | 9    | 7  | 2 | 3 | 2 | 8  | 7  | +1   |                                                      |
| 4.°  | Porto Velho        | 6    | 6  | 2 | 3 | 1 | 13 | 8  | +5   |                                                      |
| 5.°  | Rondoniense        | 3    | 4  | 1 | 0 | 3 | 6  | 10 | −4   |                                                      |
| 6.°  | Pimentense         | 0    | 5  | 0 | 0 | 5 | 5  | 18 | −13  |                                                      |

Reglas de clasificación: 1) Puntos; 2) Partidos ganados; 3) Diferencia de gol; 4) Goles anotados; 5) Enfrentamiento directo entre los equipos en cuestión; 6) Menor cantidad de tarjetas rojas; 7) Menor cantidad de tarjetas amarillas; 8) Sorteo.

Notas:
1. ↑  Perdió 3 puntos por la alineación indebida de un jugador, además de declarar como anulada su victoria por 4-2 ante Rondoniense.
2. ↑  Se declaró como anulada su derrota por 4-2 ante Porto Velho.